# Semeno-Karpivka, Bârzula
Semeno-Karpivka (în ucraineană Семено-Карпівка) este un sat în comuna Balta din raionul Bârzula, regiunea Odesa, Ucraina.

## Demografie
Componența lingvistică a localității Semeno-Karpivka
     Ucraineană (90,24%)
     Rusă (9,76%)
Conform recensământului din 2001, majoritatea populației localității Semeno-Karpivka era vorbitoare de ucraineană (90,24%), existând în minoritate și vorbitori de rusă (9,76%).